# خانه حیدر قاسم
خانه حیدر قاسم مربوط به دوره قاجار است و در شهرستان اصفهان، بخش جلگه، دهستان امامزاده عبدالعزیز، روستای تاریخی قهی واقع شده و این اثر در تاریخ ۲۰ اسفند ۱۳۸۵ با شمارهٔ ثبت ۱۸۱۰۴ به‌عنوان یکی از آثار ملی ایران به ثبت رسیده است.